# Palazzo del Turismo
Il Palazzo del Turismo di Jesolo (poi "Pala Arrex" in seguito ad un accordo di sponsorizzazione, dal 2019 "Pala Invent") è un grande centro polivalente dedicato a sport, spettacoli, congressi e fiere. Ha un parcheggio con 500 posti auto e 15 posti per gli autobus.
Il Palaturismo è dotato di un vasto parterre, la cui superficie ha un'estensione pari a quella occupata da due campi da basket con 4.000 posti, 3 gradinate di 6 rampe ciascuna, che si sviluppano in verticale per l'intera altezza del complesso.
Oltre al campo principale il Palazzo altre 4 sale:
- Sala Palladio: una sala audio-video con 150 posti a sedere
- Sala Tiziano: sala riunioni con 90 posti a sedere
- Sala Tiepolo: sala per i congressi con 436 posti a sedere
- Auditorium Vivaldi: sala cinematografica con 496 posti a sedere

Al piano terra c'è un'area di 5.000 m² che ha la capacità di accogliere oltre 150 stand fieristici, numero che può aumentare di molte unità nei casi di utilizzo del parterre.

## Eventi
- Nel 2006 si sono svolte le prefinali del concorso Miss Italia.
- Dal 2007 al 2012 il palazzo ospita il concorso Miss Italia nel mondo.
- Dal 2008 ospita le gare del Trofeo Città di Jesolo, competizione internazionale di alto livello di ginnastica artistica
- Dall'8 al 10 giugno 2013 è stato teatro del torneo internazionale di pallacanestro "KE città di Jesolo", con le nazionali sperimentali di Italia, Turchia, Grecia e Croazia, che ha visto il trionfo della formazione italiana capitanata dal Mvp del torneo Stefano Gentile.
- Dal 2013 ospita la finale di Miss Italia in diretta televisiva.
- Nel 2018 ospita la data zero dell'Essere Qui Tour di Emma Marrone.
- Nel 2018 ospita la data zero del Fatti Sentire World Wide Tour di Laura Pausini.
- Nel 2019 ospita una delle date del Pop Heart Tour di Giorgia.[1]
- Nel 2019 ospita inoltre una delle date del Colpa delle Favole Tour di Ultimo
- Finale di Miss Italia 2019
- Nel 2022 ospita il Concerto di Capodanno di Elisa [2]